# Proasellus navarrensis
Proasellus navarrensis és una espècie de crustaci isòpode pertanyent a la família dels asèl·lids.

## Hàbitat
És una espècie demersal.

## Distribució geogràfica
Es troba a Europa: Guipúscoa i Navarra (l'Estat espanyol).